# Риксдаг
Ри́ксдаг (швед. riksdag — «имперский сейм») — парламент Швеции.

## История
Впервые «собрание сословий» (всех четырёх — крестьян, горожан, знати и духовенства) было созвано в городе Арбуга в 1435 году в ходе восстания Энгельбректа Энгельбректссона против короля Эрика Померанского
В 1561 году получил современное название, в 1611 году были определены его функции: одобрение законов, принятие решений о заключении союзов с иностранными державами, объявление войны и другие. В «эру свобод» (1718—1772) являлся главным законодательным органом, после 1772 года стал собираться только по решению короля.
В 1866 году стал двухпалатным и теперь состоял из Первой палаты (första kammaren), избиравшейся ландстингами и собраниями городских поверенных крупнейших городов сроком на 9 лет (с 1909 года — на 6 лет, с 1921 года — на 8 лет), при возрастном цензе в 35 лет (с 1953 года — в 23 года) и имущественном цензе в 80 000 крон (с 1909 года — 50 000 крон, отменён в 1933 году), и Второй палаты (andra kammaren), избиравшейся мужчинами-налогоплательщиками (с 1919 года всеми совершеннолетними шведскими подданными) по мажоритарной системе.
В 1909 году было введено всеобщее мужское избирательное право и пропорциональная система при выборах в нижнюю палату, в 1919 году — женское избирательное право. 
В результате реформы в 1969—1971 годах стал однопалатным.

## Состав и избрание
Риксдаг состоит из 349 членов (riksdagsledamot, riksdagsman), избираемых сроком на четыре года, а также избираемых вместе с ними в двое большее количество резервных (efterträdare) членов, избираемых по пропорциональной системе по многомандатным округам сроком на 4 года.

### Назначение выборов
Очередные выборы в риксдаг проводятся во второе воскресенье сентября (последние выборы были 9 сентября 2018 года). В период между очередными могут проводиться досрочные выборы. В таком случае мандатный период (не проводилось со времени вступления в силу ныне действующего Акта о форме правления в 1975 году) действует до момента следующих очередных выборов. В тот же день проходят выборы в собрания региональных поверенных и коммунальных поверенных.

### Избирательные округа
- Избирательный округ № 1 (коммуна Стокгольм) — 34 места;
- Избирательный округ № 2 (лен Стокгольм) — 43 места;
- Избирательный округ № 3 (лен Упсала) — 13 мест;
- Избирательный округ № 4 (лен Зёдерманланд) — 11 мест;
- Избирательный округ № 5 (лен Остергётланд) — 17 мест;
- Избирательный округ № 6 (лен Йёнкёпинг) — 13 мест;
- Избирательный округ № 7 (лен Кроноберг) — 6 мест;
- Избирательный округ № 8 (лен Кальмар) — 8 мест;
- Избирательный округ № 9 (лен Готланд) — 2 места;
- Избирательный округ № 10 (лен Блекинге) — 5 мест;
- Избирательный округ № 11 (коммуна Мальмё) — 11 мест;
- Избирательный округ № 12 (запад лена Сконе) — 10 мест;
- Избирательный округ № 13 (юг лена Сконе) — 14 мест;
- Избирательный округ № 14 (север и восток лена Сконе) — 10 мест;
- Избирательный округ № 15 (лен Халланд) — 12 мест;
- Избирательный округ № 16 (коммуна Гётеборг) — 18 мест;
- Избирательный округ № 17 (запад лена Западный Гёталанд) — 14 мест;
- Избирательный округ № 18 (север лена Западный Гёталанд) — 8 мест;
- Избирательный округ № 19 (юг лена Западный Гёталанд) — 8 мест;
- Избирательный округ № 20 (восток лена Западный Гёталанд) — 9 мест;
- Избирательный округ № 21 (лен Вермланд) — 11 мест;
- Избирательный округ № 22 (лен Оребро) — 12 мест;
- Избирательный округ № 23 (лен Вестманланд) — 8 мест;
- Избирательный округ № 24 (лен Даларна) — 11 мест;
- Избирательный округ № 25 (лен Гевлеборг) — 11 мест;
- Избирательный округ № 26 (лен Вестернорланд) — 9 мест;
- Избирательный округ № 27 (лен Йемтланд) — 4 места;
- Избирательный округ № 28 (лен Вестерботтенланд) — 9 мест;
- Избирательный округ № 29 (лен Норботтен) — 8 мест.

### Избирательное право
Право голоса на выборах в риксдаг имеют шведские граждане, достигшие к моменту их проведения 18 лет (до 1976 года — с 20 лет, ранее — с 24 лет) и занесенные в списки избирателей.

### Выдвижение кандидатов
Кандидатские списки выдвигаются съездами партий (партией считается любая группа избирателей регулярно выдвигавшая кандидатов). 

### Избирательный процесс
Распределение мест в многомандатных избирательных округах происходит по пропорциональной системе при загородительном барьере 12 %, оставшиеся в результате распределения в избирательных округах места (39 мест на последних выборах) передаются избирательному управлению и распределяются по пропорциональной системе уже на общенациональном уровне, при загородительном барьере 4 %.

### Органы осуществляющие подсчёт голосов
Подсчёт голосов осуществлял:
- на общенациональном уровне — избирательное управление (Valmyndigheten);
- на районном уровне — губернские правления;
- на муниципальном уровне — избирательное правление (Valnämnd).

## Конституирование
Для проверки полномочий своих членов Риксдаг избирает Суд по проверке выборов (valprövningsnämnden), состоит из судьи и членов риксдага.

## Тальман
Риксдаг для ведения своих заседаний избирает из своего состава тальмана (talman), а для его замещения трёх вице-тальманов (vice talmän)

## Правление Риксдага
Организацию заседаний Риксдага осуществляет Правление Риксдага (riksdagsstyrelsen), состоящее из тальмана, вице-тальманов, членов, избранных риксдагом, и равного им количества резервных членов, до 2000 года - тальманская конференция (talmanskonferens) и административное правление (förvaltningsstyrelse).

## Военная делегация
В состоянии войны если Риксдаг не может собраться действует Военная делегация (krigsdelegationen). 
Между рикссессиями (в отличие от комитета по вопросам внешней политики) действует Управление внешней политики (utrikesnämnden). 
В эпидемию коронавируса аналогичную роль играл т. н. «Коронариксдаг» (coronariksdagen), состоявший из 55 членов.

## Комитеты
В риксдаге функционируют 15 парламентских комитетов, по 17 мест в каждом, распределяемые пропорционально количеству мандатов, полученных партиями по результатам последних выборов:
- (политико-правовые вопросы)
  - Комитет по вопросам Конституции (konstitutionsutskottet) — ведает вопросами конституционного права;
  - Гражданский комитет (civilutskottet) — ведает вопросами гражданского права;
  - Комитет по вопросам правосудия (justitieutskottet) — ведает вопросами уголовного права;
  - Комитет по вопросам обороны (försvarsutskottet);
  - Комитет по вопросам внешней политики (utrikesutskottet);
- (экономические вопросы)
  - Комитет по вопросам промышленности и торговли;
  - Комитет по делам окружающей среды и сельского хозяйства (miljö- och jordbruksutskottet);
  - Комитет по транспорту (trafikutskottet);
  - Комитет по продовольствию (näringsutskottet);
  - Комитет по финансовым вопросам (finansutskottet);
  - Комитет по налогам и сборам (skatteutskottet)
- (гуманитарные вопросы)
  - Комитет по образованию (utbildningsutskottet);
  - Комитет по здравоохранению;
  - Комитет по вопросам культуры (kulturutskottet);
  - Комитет по социальным вопросам (socialutskottet);
  - Комитет по вопросам рынка труда (arbetsmarknadsutskottet);
  - Комитет по вопросам социального страхования (socialförsäkringsutskottet)[10];

Каждый комитет состоит из председателя, заместителя председателя, членов и резервных членов.

## Администрация Риксдага
Материально-техническое обеспечение деятельности Риксдага осуществляет Администрация риксдага (riksdagsförvaltningen), во главе с директором риксдага (riksdagsdirektör), составной частью которого являются канцелярии комитетов (utskottens kanslier)

## Резиденция
Здание риксдага находится в центре Стокгольма на острове Хельгеандсхольмен. До 1905 года сессии Риксдага и его канцелярия находились в старом здании Риксдага.

## Тальманы
- Генри Аллард (СДРПШ) (1971—1979)
- Ингемунд Бенгтсон (СДРПШ) (1979—1988)
- Таге Петерсон (СДРПШ) (1988—1991)
- Ингегерд Трёдсон (Умеренная коалиционная партия) (1991—1994)
- Биргитта Даль (СДРПШ) (1994—2002)
- Бьорн фон Зидов (СДРПШ) (2002—2006)
- Пьер Вестерберг (Умеренная коалиционная партия) (2006—2014)
- Урбан Алин (СДРПШ) (2014—2018)
- Андреас Норлен (Умеренная коалиционная партия) (с 2018)

## Вице-тальманы
- Торстен Бенгтсон (Партия центра) (1971—1979)
- Ингегерд Трёдсон (Умеренная коалиционная партия) (1979—1991)
- Стиг Алемир (СДРПШ) (1991—1994)
- Андерс Бьорк (СДРПШ) (1994—2003)
- Пер Вестерберг (Умеренная коалиционная партия) (2003—2006)
- Ян Бьоркман (СДРПШ) (2006—2010)
- Сузанне Эберштейн (СДРПШ) (2010—2014)
- Тобиас Бильстрём (Умеренная коалиционная партия) (2014—1017)
- Эва Тален Финне (Умеренная коалиционная партия) (2017—2018)
- Оса Линдестам (СДРПШ) (2018—2022)
- Кеннет Форслунд (СДРПШ) (с 2022)

## Результаты последних выборов
Последние выборы состоялись 11 сентября 2022 года.
|                                              |           |        |      |     |
| Партия                                       | Голосов   | %      | Мест | +/- |
| Социал-демократическая рабочая партия Швеции | 1 955 972 | 30,35  | 107  | ▲7  |
| Шведские демократы                           | 1 322 774 | 20,52  | 73   | ▲11 |
| Умеренная коалиционная партия                | 1 231 109 | 19,10  | 68   | ▼2  |
| Левая партия                                 | 434 410   | 6,74   | 24   | ▼4  |
| Партия Центра                                | 433 257   | 6,72   | 24   | ▼7  |
| Христианские демократы                       | 344 025   | 5,34   | 19   | ▼3  |
| Партия зелёных                               | 328 362   | 5,09   | 18   | ▲2  |
| Либералы                                     | 297 566   | 4,62   | 16   | ▼4  |
| Прочие                                       | 97 823    | 1,52   | 0    | ▬   |
| Общий результат                              | 6 445 298 | 100,00 | 349  | ▬   |

Группы (riksdagsgruppen) — аналоги фракций, руководство каждой из них осуществляет общее собрание и правление (gruppstyrelse).